# 美咲華菜
美咲 華菜（みざき かな、本名：本谷 香名子（もとや かなこ）、1978年12月19日 - ）は、日本の元女子プロレスラー。身長164cm、体重63kg、血液型O型。東京都練馬区出身。

## 経歴・戦歴
1995年1月13日、千葉公園体育館において、対小林智美戦でデビュー。同期にはその小林の他、久住智子（現・日向あずみ）、宮口知子（現・輝優優）、天野理恵子（現・カルロス天野）、倉垣靖子（現・倉垣翼）、宮崎有妃がいる。アイドルレスラーとしてJWPの顔的存在となり活躍するが、両膝の負傷などから2001年7月29日ディファ有明における対日向あずみ、倉垣翼、カルロス天野戦（パートナーは輝優優、宮崎有妃）戦をもって引退。6年半の現役生活を終えた。

## 得意技
- フィッシャーマン・バスター
- K-ショック
- カナバット(髪の毛を獅子舞の様に振り乱しながら炸裂させるのが特徴だった)

## タイトル歴
- JWP認定後楽園タッグ王座
- 全日本タッグ王座

## 入場テーマ曲
- Seventeen（ボビー・ブラウン）
- PLAYN WITH FIRE（リタ・フォード）

## ファンクラブ
私設ファンクラブ「本谷香名子応援部隊PureHoppe」が存在した。名前の由来は、JWPのイメージコピーである「PURE HEART PURE WRESTLING」の「Pure」と、彼女のトレードマークである“ほっぺた”の「Hoppe」から命名された。JWPオフィシャルからも、非公式ではあるが認められた存在のファンクラブであった。本部は当時JWP代表であった山本雅俊氏の故郷である徳島にあり、ほかに主な活動拠点であった東京支部があった。